# Jacques-Benjamin Longer
Jacques-Benjamin Longer, né le 31 mai 1752 au Havre et mort le 8 février 1831 dans la province de Nam Định, est un évêque catholique.

## Biographie
Jacques-Benjamin Longer naît le 31 mai 1752 au Havre. À l'âge de sept ans, ses parents l'envoie à Rouen pour y commencer ses études. Il étudie au collège des Grassins à Paris, et entre au séminaire des Trente-Trois, où il suit ses cours de philosophie et de théologie. Après avoir reçu le diplôme de bachelier à la Sorbonne, il entre le 30 septembre 1774 au séminaire des missions étrangères. 
En 1775, il est ordonné prêtre avec dispense d'âge, et envoyé, au mois de décembre suivant, au Port-Louis, afin de s'y embarquer pour Macao. De cette dernière ville, où il arrive le 31 août 1776, l'abbé Longer se rend en Cochinchine. 
Il estime que l'établissement d'un collège dans lequel il formerait de jeunes élèves, qui plus tard prêcheraient l'Évangile, serait l'œuvre la plus utile qu'il puise entreprendre. En 1783, il fonde une maison qui doit tenir lieu de petit séminaire à la mission. Peu après, la persécution[Laquelle ?] oblige l'abbé Longer de se retirer avec ses élèves dans les montagnes, et d'y passer un assez long moment dans des cabanes qu'il a construites. 
L'évêque de Céram, vicaire apostolique du Tong-King occidental qui avait connu l'abbé Longer à Paris, le proposa à la congrégation. 
L'abbé Longer reçoit l'avis de sa nomination au mois de décembre 1790 et est consacré évêque titulaire de Gortyne (de) le 30 septembre 1792 par l'évêque de Macao, Marcelino José da Silva (pt) .
À la fin de février 1793, il repart pour le Tong-King, où il arrive au mois de mars de la même année.
Jacques-Benjamin Longer compose et traduit, pour le clergé et les fidèles, des livres qui contribuent à répandre et à conserver la foi. On lui doit surtout un catéchisme en langue tong-kinoise. Il le fait imprimer par ses catéchistes avec des caractères mobiles qu'il substitue aux planches en bois. 
Jacques-Benjamin Longer, de santé fragile, est régulièrement malade. Ses infirmités s'accentuant avec l'âge et dans les dernières années de sa vie il ne peut plus remplir presque aucune des fonctions du ministère, ni même célébrer la messe. 
Il meurt le 8 février 1831 dans la province de Nam Định. 

## Succession apostolique
Jacques-Benjamin Longer a ordonné les évêques suivants :
- Évêque Feliciano Alonso, O.P. (1793)
- Évêque Jean Labartette, M.E.P. (1793)
- Évêque Charles La Mothe, M.E.P. (1796)
- Évêque Jean-Jacques Guérard, M.E.P. (1816)
- Évêque Joseph-Marie-Pélagie Havard, M.E.P. (1829)